# Dorfkirche Blumenthal (Heiligengrabe)

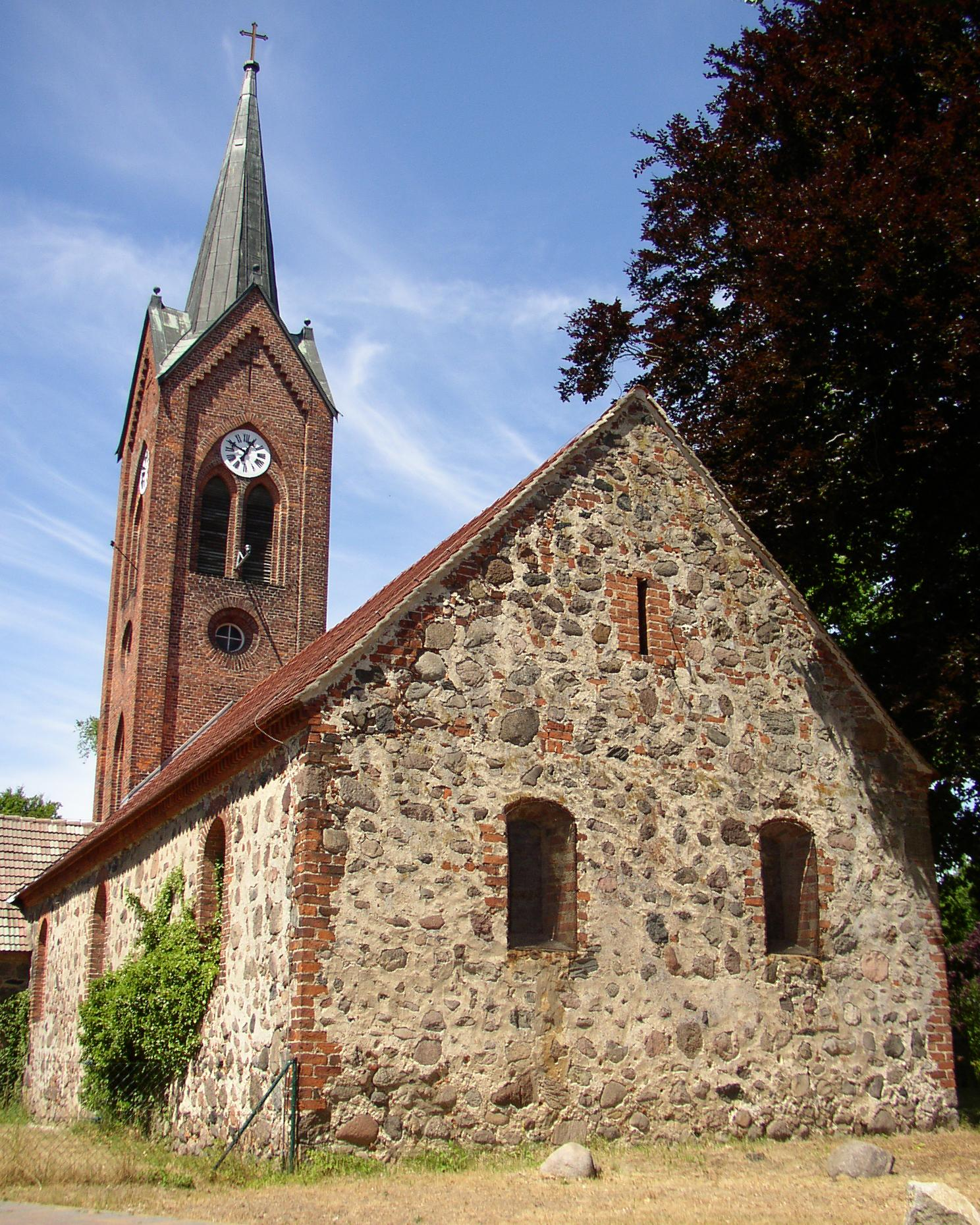
Dorfkirche Blumenthal

Die evangelische, denkmalgeschützte Dorfkirche Blumenthal steht in Blumenthal, einem Ortsteil der Gemeinde Heiligengrabe im Landkreis Ostprignitz-Ruppin in Brandenburg. Die Kirchengemeinde gehört zum Pfarrsprengel Jäglitz-Nadelbach im Kirchenkreis Prignitz im Sprengel Potsdam der Evangelischen Kirche Berlin-Brandenburg-schlesische Oberlausitz.

## Beschreibung
Die Saalkirche stammt vom Anfang des 16. Jahrhunderts. Sie besteht aus einem Langhaus aus Feldsteinen, das mit einem Satteldach bedeckt ist, und einem 1877 angebauten neugotischen Kirchturm aus Backsteinen im Westen, der mit einem achtseitigen spitzen Helm bedeckt ist. Bei einer Renovierung 1954 bis 1960 wurden auch farbige Fenster von Lothar Mannewitz eingebaut. 
Die Kanzel aus der zweiten Hälfte des 17. Jahrhunderts gehörte ursprünglich zu einem Kanzelaltar. Die Orgel, die auf der Empore im Westen steht, hat sieben Register, ein Manual und ein Pedal. Sie wurde 1805 von Johann Christian Kayser für die Dorfkirche in Röhrsdorf (Dohna) gebaut und 1890 durch Friedrich Hermann Lütkemüller nach Blumenthal umgesetzt.